# فريتس وارمولت وينت
فريتس وارمولت وينت (18 مايو 1903 - 1 مايو 1990) عالم أحياء هولندي أظهر وجود أوكسين في محطات التجربة عام 1928.

## روابط خارجية
- Frits Went biography نسخة محفوظة 24 يوليو 2001 at Archive.is